# Związek Wolnych Chrześcijan
Związek Wolnych Chrześcijan – polska wspólnota ewangelikalna istniejąca w latach 1947–1949, zrzeszająca zbory należące do ruchu braci plymuckich.
Związek został utworzony 3 maja 1947 w Pszczynie na bazie zborów należących do Zrzeszenia Zwolenników Nauki Pierwotnych Chrześcijan tzw. pierwochrześcijan oraz ewangelicznych chrześcijan wolnych. Czołowym przywódcą był Józef Mrózek senior. Istotną rolę w Związku odgrywał także jego syn Józef Mrózek junior.
W latach 1947–1981 wierni zlikwidowanego Związku jako ugrupowanie wiernych wchodzili w skład Zjednoczonego Kościoła Ewangelicznego w PRL (ZKE). Z tej grupy członków ZKE wyłonił się w 1981 Kościół Wolnych Chrześcijan.